# Nesodynerus egens
Nesodynerus egens är en stekelart som först beskrevs av Perkins 1899.  Nesodynerus egens ingår i släktet Nesodynerus och familjen Eumenidae. Inga underarter finns listade i Catalogue of Life.